# Penwortham
Ne doit pas être confondu avec Penwortham (Australie-Méridionale).
Penwortham est une ville britannique située dans le comté de Lancashire en Angleterre.
Sa population est de 22 764 habitants en 2020.